# Camas Sgiotaig
Camas Sgiotaig può essere tradotto dal gaelico come "sabbie che cantano", ed è una particolarità di una spiaggia che si trova nella rocciosa isola di Eigg posta di fronte alla costa occidentale della Scozia.
La particolarità unica di questa sabbia si può avvertire lasciandola scorrere tra le dita, è allora che si odono chiaramente tonalità musicali che vanno dal basso all'acuto. 
Il fenomeno è provocato dalla struttura molecolare della sabbia. Infatti, il quarzo levigato, che ne è la componente principale, è racchiuso in una sacca d'aria che vibra. 
Qualcosa di simile avviene anche nella Taylor valley in Antartide grazie a pietre scolpite dal vento che hanno assunto una forma ad ancia spessa fino a 6 millimetri.